# Finström
Finström este o comună din Finlanda în care majoritatea populației este vorbitoare de suedeză.